# Феофан Затворник

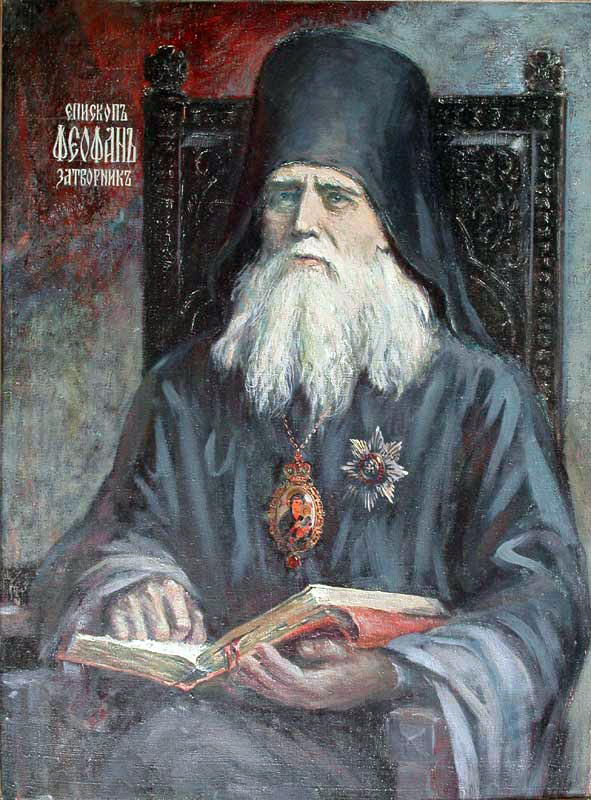
Феофан Затворник

Феофа́н Затво́рник (рос. Феофан Затво́рник, у миру Георгій Васильович Говоров; 10 січня 1815 — 19 січня 1894) — російський святий, Тамбовський та Владимирський єпископ, богослов, публіцист-проповідник.

## Біографія
Георгій Васильович Говоров народився 10 січня 1815 року в селі Чернава Єлецького повіту Орловської губернії. Його батько був священослужителем.
Навчався в Лівенському духовному училищі, Орловській семінарії, Київській духовній академії.
У 1841 році, в Києві прийняв постриг з ім'ям Феофан, у том ж році був рукоположений в ієродиякона і ієромонаха. Після рукоположення служив інспектором у духовних навчальних закладах, був ректором у Санкт-Петербурзькій духовній академії.
У 1850-х роках неодноразово відвідував Палестину в складі російської духовної місії, а також Константинополь як настоятель посольської церкви (під час цих поїздок відбувається поглиблене вивчення аскетичної літератури православного Сходу).
1 червня 1859 року в Троїцькому соборі Олександро-Невської Лаври була звершена хіротонія і наречення Феофана в єпископи Тамбовської єпархії, згодом послідувало перенесення на древню, більш обширну Владимирську кафедру.
У 1866 році єпископ Феофан раптово подав до Священного Синоду прохання про звільнення його у спокій з правом перебування у Вишенській пустині Тамбовської єпархії, яке було незабаром схвалено.
У 1872 році святитель Феофан відійшов у відлюдність. Крім праць, він провадив велике листування з людьми. Щоденно пошта приносила від 20 до 40 листів, при цьому святитель Феофан обов'язково відповідав на кожен з них.
Феофан Затворник Вишенський помер 19 січня 1894 року на свято Хрещення Господнього.
На Помісному соборі Руської православної церкви в 1988 році, присвяченому 1000-літтю Хрещення Русі, Феофан Затворник був прилічений до лику святих. У рішенні Собору зазначалося:
|  | Глибоке богословське розуміння християнського вчення, а також досвідчене його виконання і, як наслідок цього, висота і святість життя святителя дозволяють дивитися на його писання як на розвиток святоотцівського вчення зі збереженням тої ж православної чистоти і богопросвіти. |

## Праці Феофана Затворника
Діяльність Феофана Затворника поділяється 1872 роком — до і після усамітнення.
До усамітнення написані:
- Збірник проповідей «Слово архімандрита Феофана» (1859).
- Книга лекцій «Шлях до спасіння» (1868—1869) про православну освіту і виховання (в тому числі юнацтва).

Протягом всього відлюднення (до самої смерті) в монастирі написані:
- «Збірка листів» (повністю видано після смерті в 1898—1901 роках) — роздуми про християнське життя, поконання спокус і слабодушшя, остаточні долі людства.
- Монументальний переклад патристичної літератури — «Добротолюбіє».
- Розширений переклад твору Лоренцо Скуполі[ru] Il combattimento spirituale (букв. Бій духовний).

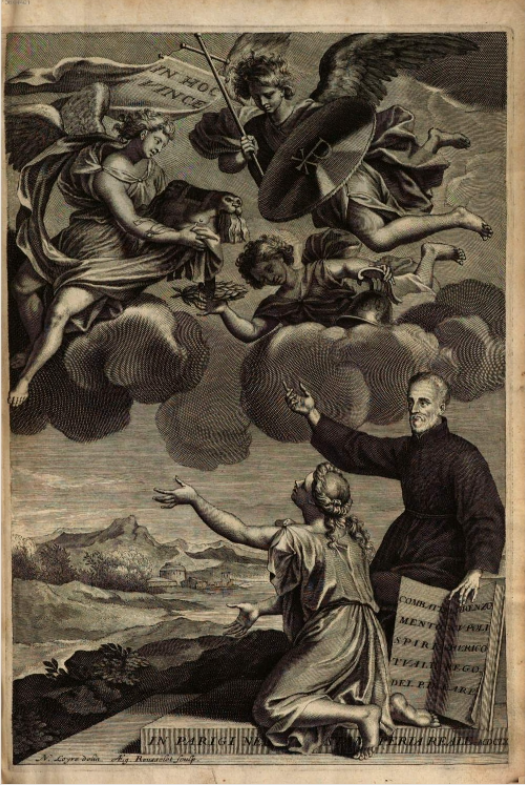
Ілюстрація на початку книги Лоренцо Скуполі «Il combattimento spirituale» 1660 року видання

## Знамениті висловлювання
- «Бог нікого не залишає. У Нього всі діти. Немає пасинків. І тяжкі випадковості, і стани — все на добро нам посилаються».
- «Увага до того, що буває в серці та виходить з нього — є головною справою християнського правильного життя».
- «Треба стежити за собою».
- «Егоїзм треба вбити. Якщо самі не вб'єте, то Господь молот за молотом буде посилати всілякі невдачі, щоби розбити цей камінь».